# Callinectes
Callinectes é um gênero de crustáceos, como o Callinectes sapidus (Siri azul). Os membros do gênero Callinectes têm um par de patas traseiras planas em forma de remos. Também têm uma carapaça, larga e plana com uma série de dentes distintos na frente, ao redor dos olhos e espinhos terminais. Os maiores dentes são os "dentes frontais", entre quatro e seis dentes localizados entre os olhos. Crustáceos deste gênero são tipicamente verde-oliva ou azul nas costas e branca por baixo, com áreas de azul ou vermelho cobrindo as garras relativamente pequeno. Algumas espécies variam em tamanho, garra, espinhos e coloração.

## Espécies
- Callinectes affinis
- Callinectes arcuatus
- Callinectes bellicosus
- Callinectes bocourti
- Callinectes danae
- Callinectes exasperatus
- Callinectes larvatus
- Callinectes maracaiboensis
- Callinectes marginatus
- Callinectes ornatus
- Callinectes rathbunae
- Callinectes sapidus
- Callinectes similis
- Callinectes toxotes'

## Ver
Siri